# ヴォイタ予想
数学では、ヴォイタ予想(Vojta's conjecture)は、ポール・ヴォイタ(Paul Vojta)により導入された、代数体上の代数多様体の点の高さについての予想である。予想は、ディオファントス近似と複素解析のネヴァンリンナ理論(Nevanlinna theory)（値分布論）の間の類似を動機としていた。ヴォイタ予想は、多くのディオファントス近似論やディオファントス方程式、数論幾何、ロジックの予想を含んでいる。

## 予想の記述
{\displaystyle F} を数体とし、{\displaystyle X/F} 非特異代数多様体、{\displaystyle D} を {\displaystyle X} 上の悪くとも正規交叉を持つ有効な因子、{\displaystyle H} を {\displaystyle X} の上の豊富な因子、{\displaystyle K_{X}} を {\displaystyle X} の標準因子とする。{\displaystyle h_{H}} と {\displaystyle h_{K_{X}}} をヴェイユの高さ函数を選び、{\displaystyle F} 上の各々の絶対値 {\displaystyle v} に対し、局所高さ函数を {\displaystyle \lambda _{D,v}} とする。{\displaystyle F} の絶対値 {\displaystyle S} の有限集合を固定し、{\displaystyle \epsilon >0} とすると、上記の選択に依存しない定数  {\displaystyle C} と空でないザリスキー開集合 {\displaystyle U\subseteq X} が存在し、全ての {\displaystyle P\in U(F)} に対し、
{\displaystyle \sum _{v\in S}\lambda _{D,v}(P)+h_{K_{X}}(P)\leq \epsilon h_{H}(P)+C}
を満たす。

## 例
１、 {\displaystyle X=\mathbb {P} ^{N}} とすると、{\displaystyle K_{X}\sim -(N+1)H} であるので、ヴォイタ予想からは、すべての{\displaystyle P\in U(F)} に対し、
{\displaystyle \sum _{v\in S}\lambda _{D,v}(P)\leq (N+1+\epsilon )h_{H}(P)+C}
であることが分かる。
２、 {\displaystyle X} を、例えば、K3曲面やカラビ・ヤウ多様体のような自明な標準バンドルを持つ多様体とすると、ヴォイタ予想は、{\displaystyle D} を有効な豊富な正規交叉の因子とすると、アフィン多様体 {\displaystyle X\setminus D} 上の {\displaystyle S}-整な点は、ザリスキー稠密ではないことを予言する。
３、 {\displaystyle X} を一般型の多様体、つまり、{\displaystyle K_{X}} が {\displaystyle X} のある空ではないザリスキー開集合上で豊富であるとすると、{\displaystyle S=\emptyset } に対し、ヴォイタ予想は、{\displaystyle X(F)} は {\displaystyle X} 上のザリスキー稠密でないことを予言する。この一般型多様体の命題は、ボンビエリ・ラング予想(Bombieri-Lang conjecture)である。

## 一般化
{\displaystyle P} が {\displaystyle X({\overline {F}})} の上で変化するような一般化が存在し、体の拡大 {\displaystyle F(P)/F} の判別式とは独立な上限を持つ項が加わる。
非アルキメデス的な局所的高さ {\displaystyle \lambda _{D,v}} が消去された局所的高さと置き換わる一般化が存在する。この高さでは、多重度を無視することが可能である。これらのヴォイタ予想には、ABC予想の自然な高次元類似をもたらすバージョンもある。